# Maceió
Maceió es la capital del estado brasileño de Alagoas. Tiene una población de 957 916  habitantes (2022) con una superficie aproximada de 511 km². Junto a los municipios de Río Largo, Marechal Deodoro, Pilar, Satuba, Coqueiro Seco, Santa Luzia do Norte, Messias, Barra de São Miguel, Paripueira y Barra de Santo Antônio conforma la Región Metropolitana de Maceió, que posee más de 1330 °C000 habitantes (2014). Tiene una altura media de 7 metros sobre el nivel del mar, con una temperatura media de 28 °C. La ciudad está ubicada entre el océano Atlántico y la laguna Mundaú, que tiene gran importancia económica para los poblados de pescadores que viven en sus costas.
La ciudad tiene una temperatura media anual de 25 °C a 29 °C. En la vegetación original del municipio, es posible observar la presencia de herbáceas (gramíneas) y arbustos (pocos árboles y espaciados). Con una tasa de urbanización de alrededor del 99,75 %, su Índice de Desarrollo Humano es de 0,721, considerado alto por el Programa de las Naciones Unidas para el Desarrollo y el primero en el estado.
Las fiestas que se celebran en la ciudad atraen anualmente a una gran cantidad de turistas. Se pueden mencionar Maceió Forró y Folia, Maceió Verão y el evento de carnaval Maceió Fest,  además de sus fiestas de Navidad y Nochevieja como Nochevieja Absoluta, Nochevieja Paraíso, Allure y Celebración de Nochevieja . Tiene importantes monumentos, museos, como el Mirante da Sereia, el Memorial Gogó da Ema, el Memorial Teotônio Vilela, el Memorial de la República, el Museo Palácio Floriano Peixoto, el Museo Théo Brandão, el Teatro Deodoro. Fue desmembrado en 1839 del antiguo pueblo de Santa María Madalena en Alagoa do Sul, actual ciudad de Marechal Deodoro. Siempre conocido como "Cidade-Sorriso" y "Paraíso das Águas", hoy es considerado como el "Caribe brasileño" por su belleza natural, que atrae a turistas de todo el mundo.

## Toponimia
Maceió viene del tupi Maçayó o Maçaió-k que significa "Lo que tapa el pantano".

## Geografía

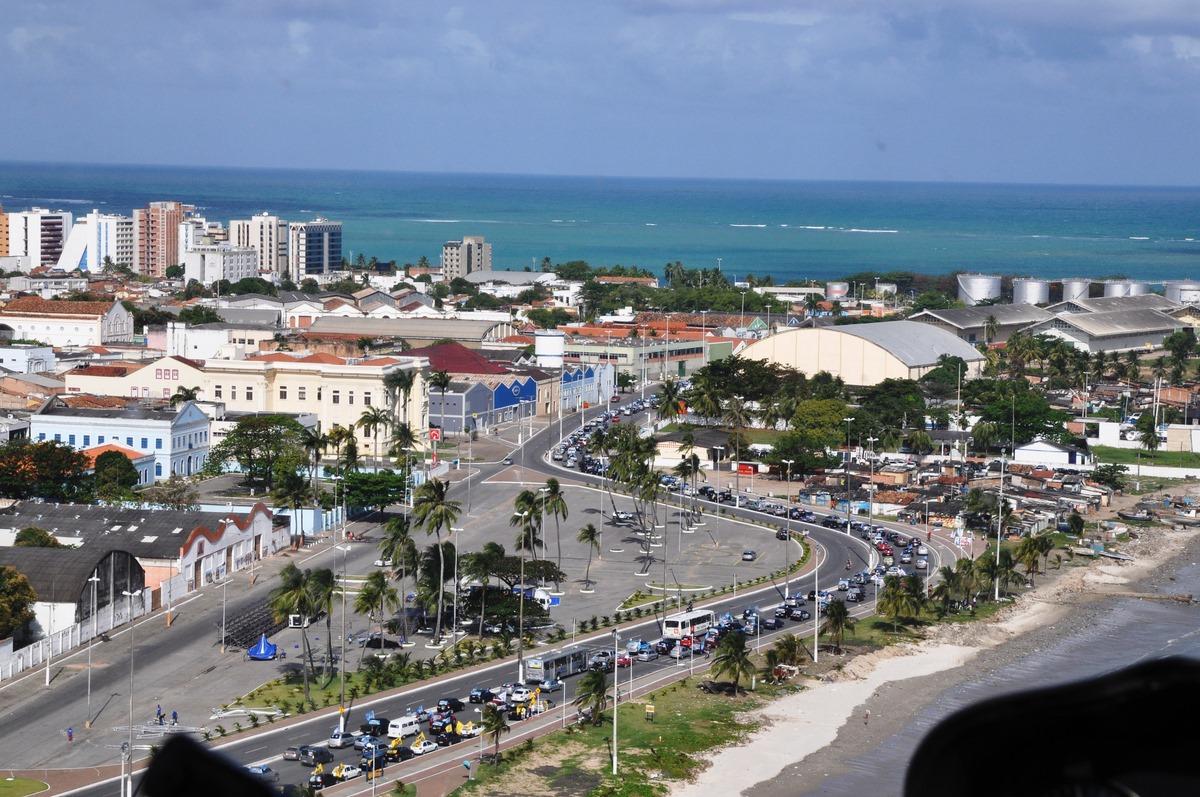
Avenida da Paz, barrio de Jaraguá.

### Clima
Maceió tiene un típico clima tropical tibio, con temperaturas cálidas y una humedad relativa alta a lo largo de todo el año. Sin embargo, estas condiciones son aliviadas por la ausencia de temperaturas extremas y por la presencia de agradables vientos alisios que soplan del océano Atlántico. Enero es el mes más tibio y soleado, con temperaturas máximas cercanas a 32 °C y mínimas de 22 °C. Julio es el mes más lluvioso, con temperaturas más bajas, siendo la máxima de 27 °C y la mínima de 17 °C.

### Vegetación
La vegetación original de la región, la floresta tropical, casi desapareció completamente del estado. Existen pequeños bosques de cocoteros en las playas, pero el cocotero no es una planta nativa de Brasil.

## Economía
La ciudad tiene un diversificado sector comercio y servicios, y tiene un sector industrial compuesto principalmente por industrias químicas, azucareras, de alcohol, cemento y alimenticias. Además es el centro de una región económica que se dedica a la agricultura, ganadería y a la extracción de gas natural y petróleo. 

### Turismo
Otro punto fuerte de la economía de la ciudad es el turismo, ya que posee un fuerte potencial para atraer turistas, principalmente por las bellezas naturales de sus playas, como Jatiúca, Gunga y Pajuçara. Posee también gran diversidad cultural y ofrece varias opciones de recreamiento y espacios modernos para negocios, tales como el nuevo Centro Cultural y de Exposiciones de Maceió en el barrio de Jaraguá, y además cuenta con modernos hoteles.
En septiembre de 2005, fue inaugurado el Aeropuerto Internacional Zumbi dos Palmares, uno de los más modernos del Brasil.
El Plan de Movilidad Urbana del Ayuntamiento de Maceió del Estatuto de las Ciudades, Ley 10 257/2001, estudia y planifica proyectos y legislación dirigidos al ámbito de la movilidad y accesibilidad urbana en la ciudad de Maceió. El Plan Sectorial de Transporte No Motorizado se desarrolló para valorar y dar cuenta de la población que viaja a pie o en bicicleta por la ciudad. Aproximadamente el 34,3 % de la población utiliza estos medios. Se proponen otros proyectos, como el Proyecto de Ley de Aceras y Cruces, que da prioridad a los peatones. Aunque solo hay cinco carriles bici en la ciudad, uno en el malecón, otro en el polo multisectorial, otro en la orilla de la laguna, y en las avenidas Marcio Canuto y Josepha de Melo. El tema del carril bici también se aborda en el plan director, que prevé la construcción de varios de ellos entre las principales avenidas de la ciudad. Jacintinho. 
El Aeropuerto Internacional Zumbi dos Palmares cuenta con un sistema de cogeneración de energía y capacidad para 4,6 millones de pasajeros al año. El aeropuerto fue construido con fondos de Infraero, el Gobierno Federal y el Gobierno del Estado. Además, el aeropuerto está totalmente habilitado para operar vuelos internacionales, lo que ocurre con mayor frecuencia en la temporada de verano. En 2009, presentó un movimiento de más de 1 millón de pasajeros, de los cuales más de 22 000 provinieron de vuelos internacionales desde Italia, Argentina, Chile, Alemania, Portugal, Estados Unidos, Inglaterra, Francia, España, entre otros países.
El puerto de Jaraguá, o Puerto de Maceió, está ubicado en el barrio de Jaraguá, entre las playas de Pajuçara y Avenida. Es administrado por Companhia Docas do Rio Grande do Norte - CODERN a través de la Administración del Puerto de Maceió (ADPM) y cuenta con la terminal azucarera más grande del mundo, además de ser una de las más transitadas del Nordeste. El puerto cuenta con un arado capaz de operar barcos de las flotas más modernas del mundo, del tipo post-panamax, de unos 200 m de eslora. En 2006, el movimiento acumulado superó los 3,6 millones de toneladas.

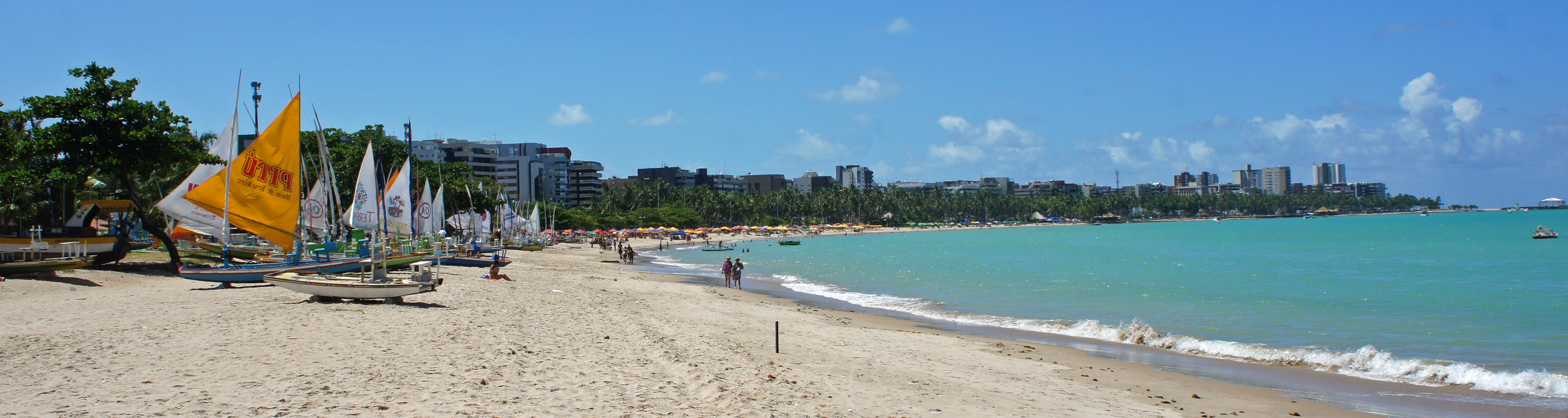
Vista panorámica de las playas Pajuçara y Punta Verde (al fondo)

### Religión
| Religión en Maceió (2009) | Religión en Maceió (2009) | Religión en Maceió (2009) | Religión en Maceió (2009) | Religión en Maceió (2009) |
| ------------------------- | ------------------------- | ------------------------- | ------------------------- | ------------------------- |
| Afiliación religiosa      | Afiliación religiosa      |                           | Porcentaje                | Porcentaje                |
| Catolicismo               | Catolicismo               |                           | 63,92 %                   | 63,92 %                   |
| Pentecostalismo           | Pentecostalismo           |                           | 11,84 %                   | 11,84 %                   |
| Sin religión              | Sin religión              |                           | 11,31 %                   | 11,31 %                   |
| Evangelicalismo           | Evangelicalismo           |                           | 7,27 %                    | 7,27 %                    |
| Otras                     | Otras                     |                           | 4.47 %                    | 4.47 %                    |
| Afro-brasilera            | Afro-brasilera            |                           | 0,08 %                    | 0,08 %                    |
| Orientales                | Orientales                |                           | 0,05 %                    | 0,05 %                    |

Hay una gran variedad de cultos: budistas, espiritistas y muchas denominaciones cristianas divididas entre protestantes, evangélicos y católicos, además de testigos de Jehová, mormones y Adventistas. A pesar de la diversidad de credos, y que el gran predominio del catolicismo se da en San Pablo en Maceió también hay predominio del catolicismo.
De acuerdo con los datos del Nuevo Mapa de las Religiones, hecho por la Fundación Getúlio Vargas con datos de 2009 de la Encuesta de Presupuesto Familiar del Instituto Brasileño de Geografía y Estadística, el 63,92 % de la población de Maceió se identifica como católica; 11,84 % como evangélicos pentecostales; 7,27 % otras denominaciones evangélicas; sin religión (pudiendo ser ateos, agnósticos, deístas) 11,31 %; espiritistas 0,95 %; afro-brasileñas 0,08 %; orientales o asiáticas 0,05 %; otras 4,47 %.

## Personas destacadas
- Adriano Gabiru (1977 -    ),

futbolista brasileño, campeón del Mundial de Clubes 2006
- Mário Zagallo (1931 - 2024),

Futbolista y director técnico de fútbol.
- Yuri de Souza (1982 -   ), Futbolista.
- Pepe (1983 -     ), Futbolista.
- Roberto Firmino (1991 -   ), Futbolista.